# Кайрат (Асинский сельский округ)
Кайрат (каз. Қайрат) — село в Енбекшиказахском районе Алматинской области Казахстана. Входит в состав Асинского сельского округа. Код КАТО — 194037500.

## Население
В 1999 году население села составляло 1656 человек (809 мужчин и 847 женщин). По данным переписи 2009 года, в селе проживало 1717 человек (849 мужчин и 868 женщин).

## Топографические карты
- Лист карты K-44-13 Чилик. Масштаб: 1 : 100 000. Состояние местности на 1979 год. Издание 1984 г.